# 太建北伐
太建北伐，南陈太建年间，派车騎大将军吴明彻率军收复长江以北、淮河以南的国土。北齐与北周战争加剧，无暇南顾，陈朝满足于既占的淮河两岸地区，无意北进，北周灭北齐后，江北淮南之地旋即被北周攻占。

## 江陵之战
570年（太建二年）七月，陈朝司空章昭达进攻北周扶植的江陵政权后梁，梁明帝和北周总管陆腾抵抗。周军在西陵峡口南岸筑安蜀城，在长江上编织蒲苇以大绳作桥梁，用来运粮。章昭达派兵制造长戟，配在楼船上，在船上仰面割断大绳，绳索被割断，周军粮运断绝。陈军攻克安蜀城。梁明帝向北周的襄州总管卫公宇文直告急，宇文直派大将军李迁哲率军援救。李迁哲将己部防守江陵外城，亲率骑兵攻打江陵南门，派步兵攻打江陵北门，两头夹击陈军，陈军多战死。夜晚，陈军在城西架梯登城，几百人上城，李迁哲和陆腾力战，打退了陈军。章昭达又将龙川的宁朔决口，引水倒灌江陵。陆腾领兵从西出战，章昭达军引兵退走。

## 夺取江北
573年（太建五年），陈宣帝计划讨伐北齐，吴明彻决策请求行动。尚书左仆射徐陵、都官尚书裴忌推荐吴明彻。三月十六日，吴明彻为都督征讨诸军事，裴忌为监军事，统军十万进攻北齐。吴明彻向秦郡进军，都督黄法氍进军历阳。四月初八，陈朝的前巴州刺史鲁广达和北齐军队交战于大岘，获胜。北齐在秦郡设置秦州，北齐用大树做栅栏放在连通长江的水渠通滁水中。四月十六日，吴明彻派豫章内史程文季率兵拔掉栅栏，攻下秦州。齐后主派军援救历阳，四月二十五日，被黄法氍打败。齐后主又派开府仪同三司尉破胡、长孙洪略援救秦州。齐军战斗力锐利，还有善于射箭西域胡兵。四月二十六日，在吕梁进行战斗。战斗开始前，吴明彻对巴山太守萧摩诃说：“如果消灭了这些胡兵，打掉敌军气焰，君之才不在关羽以下。”齐军大队十几人出阵应战，被萧摩诃斩杀。北齐军大败，尉破胡逃走，长孙洪略战死。尉破胡出师时，北齐侍中王琳逃到彭城，北齐派他去寿阳召募兵士以抵抗陈军，又命卢潜为扬州道行台尚书。四月二十九日，南谯太守徐槾攻克石梁城。五月初四，瓦梁城降陈。五月初八，阳平郡降陈。五月初九，徐槾攻克庐江城。历阳城降陈，黄法氍减缓攻势，历阳却又拒守。黄法氍大怒，率兵紧攻，五月十一，攻克历阳城，将守城的士兵全部杀死。进军合肥，合肥见到陈朝的军旗便请求投降。五月十四，北齐的北高唐郡降陈。五月十六，陈宣帝令南豫州刺史黄法氍移镇历阳。五月二十日，南齐昌太守黄咏攻克齐昌的外城。五月二十一日，庐陵内史任忠率军到东关，攻克东关的东西二城，进而攻克蕲城；五月二十三日，又克谯郡城。秦州城降陈。五月二十八日，瓜步、胡墅二城降陈。
六月，陈朝郢州刺史李综攻克滠口城。六月十一日，任忠攻克合州的外城。六月十六日，淮阳郡、沭阳郡郡守弃城逃走。六月十九日，陈朝的程文季进攻北齐的泾州，将它攻克。六月二十日，宣毅司马湛陀攻克新蔡城。六月二十九日，陈朝黄法氍攻克合州。六月三十，吴明彻攻克仁州。七月初四，北齐派尚书左丞陆骞领兵二万救援齐昌，从巴水、蕲水之间出兵，和陈朝的西阳太守周炅遭遇。周炅留下弱兵为疑兵，亲率精兵从小路阻击敌军背后，大败齐军。七月初五，征北大将军吴明彻率军攻克淮水北岸的峡口；防守南岸的齐军弃城逃走。周炅攻克巴州。淮北、绛城和谷阳的士民献城降陈。北齐巴陵王王琳和扬州刺史王贵显守卫寿阳的外城，七月二十二日，吴明彻乘夜攻城，寿阳外城城溃。齐军退守相国城和金城。八月初二，北齐的山阳城降陈。八月初九，盱眙城降陈。八月十九日，陈朝戎昭将军徐敬辩攻克海安城。青州的东海城降陈。八月二十五日，平固侯敬泰等攻克晋州。九月初一，阳平城降陈。九月初九，高阳太守沈善庆攻克马头城。九月十一日，齐安城降陈。九月十三日，陈朝左卫将军樊毅攻克广陵楚子城。九月二十九日，前鄱阳内史鲁天念攻克黄城。十月初二，郭默城降陈。吴明彻进攻寿阳，筑起围堰引肥水灌城，城里的百姓患浮肿和腹泻病的很多，死去的有十分之六七。北齐行台右仆射皮景和等援救寿阳，不敢前进，驻军淮口，齐后主派使者催促。皮景和率部几十万人渡淮河，距离寿阳三十里时，又驻军不进。十月十三日，吴明彻一举攻克寿阳，活捉王琳、王贵显、卢潜和扶风王可朱浑道裕送到建康。
十月十五日，北齐派军一万到颍口，被樊毅击退。十月十九日，派兵援救苍陵，又被陈军打败。齐后主升皮景和为尚书令。十月二十四日，陈宣帝任命吴明彻为都督豫、合等六州诸军事、车骑大将军、豫州刺史，黄法氍为征西大将军、合州刺史。十月二十六日，陈朝湛陀攻克齐昌城。十一月十二日，淮阴城降陈。十一月十八日，威虏将军刘桃枝攻克朐山城。十一月十九日，樊毅攻克济阴城。十一月二十七日，鲁广达攻克北齐的南徐州。十二月初四，谯城降陈。任忠攻克霍州。陈宣帝下诏征召安州刺史周炅入朝，任命周炅为江北道大都督，总辖各路军队讨斩田龙升。北齐历阳王高景安退走，陈朝将长江以北一带地方全部收复。574年（太建六年）正月二十三日，广陵城牙城中的将士降陈。
575年（太建七年）正月二十日，陈朝左卫将军樊毅攻克潼州。二月二十三日，樊毅攻克下邳、高栅等六座城池。闰九月，车骑大将军吴明彻率军攻打北齐彭城；闰九月十一日，在吕梁打败几万齐兵。

## 丧失江北
577年（太建九年），陈宣帝得知北周灭亡了北齐，想和北周争夺徐州、兖州，下诏南兖州刺史、司空吴明彻督率军进讨，以吴明彻的长子吴戎昭、将军惠觉代理州事。吴明彻率军到了吕梁，北周徐州总管梁士彦率军抵抗，十月十九日，吴明彻打败梁士彦。梁士彦据城自守，被吴明彻的军队包围。十一月初四，北周派上大将军王轨带兵援救徐州。578年（太建十年）二月，吴明彻包围彭城，将战船环绕排列在城下，攻城很急。王轨领兵轻装前进，占据淮口，结成长长的包围圈，用铁锁连接起几百个车轮，沉在清水河里，用来阻断陈船归路，吴明彻不听萧摩诃的请求，水路被周军被阻断。北周军队越到越多，陈朝的将领们商议破坏堵水的土堤将军队撤离，用船只装载马匹退走，马军主将裴子烈说：“如果破了土堤将马匹放下船，船一定会倾翻，不如先将马匹送出去。”当时吴明彻背上长疮病得很重，萧摩诃再次向他请求说：“现在求战不得，进退无路。军队如果秘密地突围，也不足为耻。希望您率领步兵、乘马车慢慢地前进，我带领几千名铁骑在前后来往奔驰，崐一定能使您平安地到达京城建康。”吴明彻说：“老弟这个计策，是个好办法。然而步兵很多，我是总督，必须在队伍后面，率领他们一起行动。老弟的马军应当行动迅速，走在步兵前面不能迟缓。”萧摩诃因此率领马军在晚上出发。二月二十七日，陈军溃败，吴明彻被北周捉住，三万将士以及军械物资都被北周俘获。萧摩诃、任忠率军突围。周武帝封吴明彻为怀德公，位于大将军之列。吴明彻忧愁愤怒而去世。三月初九，陈朝任命中军大将军、开府仪同三司淳于量为大都督，总管水陆军事，镇西将军孙都督荆州、郢州之军，平北将军樊毅都督清口上至荆山沿淮河一带之军，宁远将军任忠都督寿阳、新蔡、霍州之军，以防备北周。 四月二十一日，樊毅派军渡过淮河到了北面，对着清口筑城。四月二十五日，清口城失守。十二月二十七日，北周任命河阳总管滕王宇文逌为行军元帅，率众攻陈朝。579年（太建十一年）二月，北周停止南征。
九月二十七日，周宣帝任命郧公韦孝宽为行军元帅，率领行军总管杞公宇文亮、梁士彦入侵淮南。十一月，韦孝宽派宇文亮从安陆进攻黄城，梁士彦进攻广陵。十一月初七，梁士彦到肥口。十一月十一日，周军包围寿阳。陈宣帝令淳于量为上流水军都督，中领军樊毅都督北讨诸军事，左卫将军任忠都督北讨前军事，前丰州刺史皋文奏率步骑兵三千进取阳平郡。十一月十六日，任忠率步骑兵七千进取秦郡；十一月十九日，仁威将军鲁广达率军进入淮河一带。樊毅率水军二万从东关进入焦湖，武毅将军萧摩诃率步骑兵进取历阳。十一月二十一日，韦孝宽攻克寿阳，杞公宇文亮攻克黄城，梁士彦攻克广陵；十一月二十四日，攻取霍州。十一月二十六日，陈朝任命扬州刺史、始兴王陈叔陵为大都督，总辖水步诸军。十二月初八，南兖州、北兖州、晋州以及盱眙郡、山阳郡、阳平郡、马头郡、秦郡、历阳郡、沛郡、北谯郡、南梁郡等九郡百姓离开当地，逃到江南。北周得到谯州、北徐州。长江以北并入北周。